# 袁俊 (解放军)
袁俊（1924年6月—2004年4月25日），原名袁炳宇，江苏启东人，中国人民解放军中将。

## 生平
1940年7月，袁俊参加中国共产党领导的革命工作。同年11月加入中国共产党。历任苏北海门动员委员会服务员、三阳镇自卫队指导员。1941年参加新四军。此后历任苏中军区一师三旅七团二营六连指导员、副股长、区长。1946年起，历任华中一师三旅九团一营教导员，华东野战军第四纵队十二师三十六团三营营长、团副参谋长。1948年，任华东野战军第四纵队十二师三十六团参谋长。1949年，任第三野战军第二十三军二〇七团参谋长。抗日战争时期，参加了车桥战斗、如皋遭遇战，担任区长期间为抗日部队提供保障。第二次国共内战时期，参加了高邮战役、七战七捷、盐城保卫战、莱芜战役、孟良崮战役、鲁南突围、平汉线、确山战役、豫东战役、淮海战役、渡江战役等战役战斗。
中华人民共和国成立后，任副团长、团长。参加了解放舟山群岛的战斗。1952年参加抗美援朝战争，任中国人民志愿军团长，1954年任副师长兼师参谋长。回国后，1961年，在军事学院速成系学习。1962年，任师长。后任第二十四军军长。1969年，任第二十三军军长。
1978年，在军事学院高级系学习。1979年毕业于军事学院。1980年12月，任沈阳军区副司令员。1985年10月，任南京高级陆军学校校长。1986年9月，任陆军指挥学院院长。1988年2月，任国防大学副校长、党委常委。1988年4月兼任国防大学研究生院院长。
他是中共十一大代表，中国共产党第十二、十三届中央候补委员。1988年9月被授予中将军衔。先后获三级独立自由勋章、三级解放勋章、中国人民解放军独立功勋荣誉章。
2004年4月25日，袁俊在沈阳病逝，享年80岁。 